# Viamont

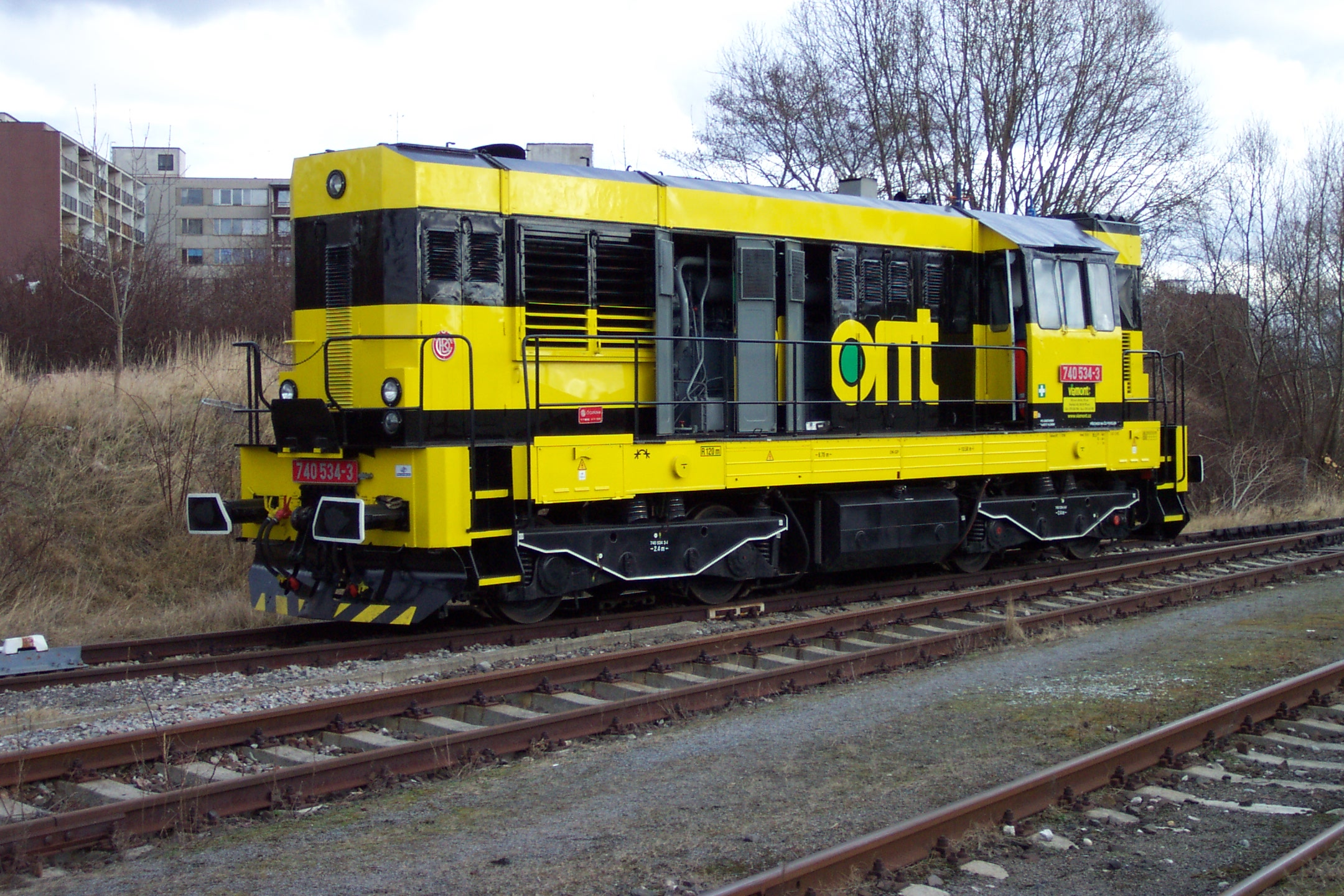
Lokomotive der Viamont

Die Viamont a. s. ist eine Eisenbahngesellschaft und ein Gleisbauunternehmen in Tschechien. Sitz der Gesellschaft ist Ústí nad Labem. Im Juli 2012 meldete Viamont Insolvenz an.

## Geschichte
Viamont entstand im August 1992 als Gleisbauunternehmen. 1996 erfolgte die Umwandlung in eine Aktiengesellschaft.

## Viamont Cargo
Nach der Gründung der Viamont a. s. erweiterte das Unternehmen das Angebot auf Transportleistungen, vornehmlich im Ganz- und Bauzugverkehr. Am 22. August 2007 wurde deshalb die VIAMONT Cargo a.s. als 100%ige Tochtergesellschaft ausgegründet. Bereits 2008 wurde diese Sparte an OKD Doprava verkauft. Viamont begründete diesen Schritt mit der Konzentration auf das Kerngeschäft, der Durchführung von Gleisbautätigkeiten.

## Viamont Regio

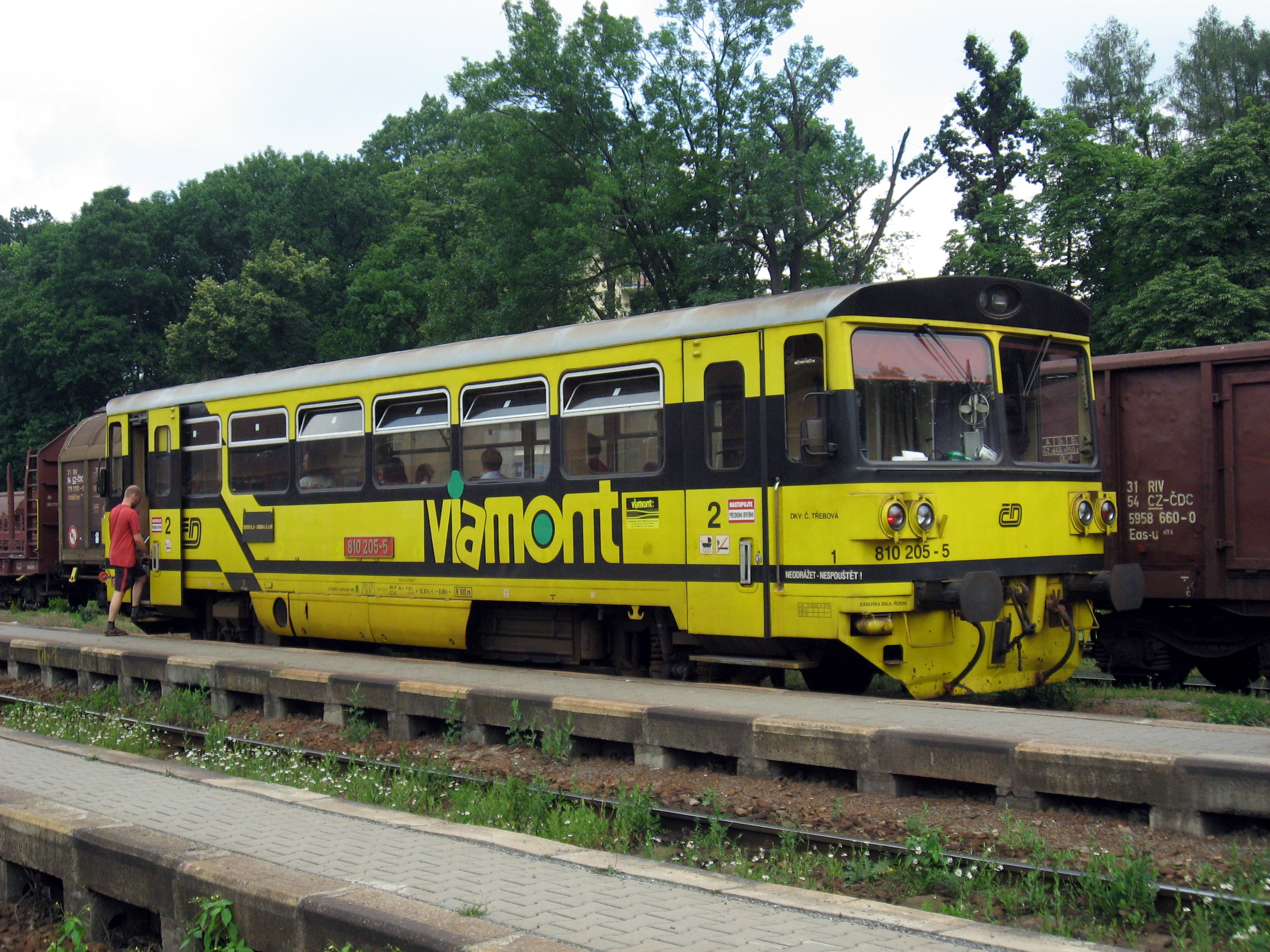
Triebwagen der Viamont Regio in Trutnov

Ab 1997 wurde Viamont auch im Personenverkehr tätig. Am 19. Juni 2008 wurde diese Sparte unter dem Namen Viamont Regio a.s. als 100%ige Tochtergesellschaft ausgelagert. Heute firmiert diese nach mehreren Besitzerwechseln als GW Train Regio.
Bis zum Verkauf der Tochtergesellschaft wurden folgende Strecken durch Viamont im Personenverkehr übernommen:
- Trutnov hl .n.–Svoboda nad Úpou (seit 12. Dezember 1997)
- Sokolov–Kraslice–Zwotental (seit 14. Mai 1998 Sokolov–Kraslice, seit 28. Mai 2000 Kraslice–Klingenthal (Staatsgrenze); in Kooperation mit Vogtlandbahn)
- Karlovy Vary dolní nádraží–Mariánské Lázně (seit 1. Januar 2006)
- Szklarska Poręba Górna–Harrachov–Kořenov (seit 28. August 2010 bis 12. Dezember 2015; in Kooperation mit Przewozy Regionalne)
- Trutnov–Královec–Lubawka (seit 14. Dezember 2008)
- Milotice nad Opavou–Vrbno pod Pradědem (seit 12. Dezember 2010)